# Virgin Records
Virgin Records é uma gravadora e distribuidora de música de propriedade do Universal Music Group. Ela foi originalmente lançada como uma gravadora britânica independente em 1972 e foi fundada pelos empresários Richard Branson, Simon Draper, Nik Powell e o músico Tom Newman. Tornou-se um sucesso mundial ao longo do tempo, com o sucesso dos artistas de platina Spice Girls, Paula Abdul, Janet Jackson, Devo, Tangerine Dream, Genesis, Phil Collins, the Human League, Culture Club, Simple Minds, Lenny Kravitz e Mike Oldfield entre outros, o que significa que na época em que foi vendida, era considerada uma grande gravadora, ao lado de outras grandes empresas independentes internacionais, como A&M e Island Records.
A Virgin Records foi vendida para a EMI em 1992. A EMI, por sua vez, foi adquirida pelo Universal Music Group (UMG) em 2012, com a UMG criando a divisão Virgin EMI Records. Em 2021, o braço musical independente da UMG, Caroline Distribution, foi renomeado como Virgin Music Label & Artist Services (atualmente Virgin Music) que se expandiu do Reino Unido para mercados chave e tem uma empresa co-irmã brasileira (Virgin Music Brasil)  e outros mercados. Já o nome da Virgin Records continua a ser usado pela UMG em certos mercados como Alemanha e Japão.

## Venda à EMI e fusão com a Capitol
Foi posteriormente vendida à EMI Records em 1992. As suas operações americanas foram fundidas com a Capitol Records em 2007 para criação do Capitol Music Group. 

## Criação da Virgin EMI
Em 2013, a Universal Music do Reino Unido (UMG UK) fundiu EMI, Island, Mercury Records e Virgin para criar a Virgin EMI Records, que foi sua gravadora lider naquele país até junho de 2020.

## Reorganização da UMG UK e reestabelecimento da EMI
Em 2020, UMG UK renomeou Virgin EMI Records como EMI Records. Porém o logo e o site da Virgin EMI ficaram ativos e intactos até dezembro de 2020 por questões mercadológicas: a Virgin é vista no Reino Unido como a gravadora jovem e progressista. Já a EMI é vista como um selo adulto e conservador. Porém, em janeiro de 2021, o site da Virgin EMI tinha sido extinto e as tentativas de pesquisa passaram a ser redirecionadas para o Instagram da EMI UK.

## Relação Virgin/EMI
Para todos os fins Virgin distribui EMI nos EUA e EMI distribui Virgin no Reino Unido porque as gravadoras são marcas co-irmãs dentro dos organogramas de UMG e Vivendi.